# فهرست سفیران ایران در آرژانتین
سفارت ایران در بوئنوس آیرس در مرداد ماه ۱۳۱۴ افتتاح شد و نادر آراسته تا فروردین ماه ۱۳۱۶ وزیرمختار بود. در این تاریخ سفارت یادشده به منظور صرفه‌جویی در بودجه تعطیل گردید.

## پهلوی
- نادر آراسته (وزیرمختار) از مرداد ۱۳۱۴ تا فروردین ۱۳۱۶

تعطیلی سفارت به جهت صرفه‌جویی در بودجه
برای مدتی وزیرمختار ایران در برزیل در آرژانتین اکردیته بود.
- ابوالقاسم پوروالی وزیرمختار از ۱۳۳۴ تا ۱۳۳۶ و سپس سفیر کبیر از ۱۳۳۶ تا ۱۳۳۹
- محمود فروغی از ۱۳۳۹ تا ۱۳۴۰
- یدالله عضدی تیر ۱۳۴۰ تا مرداد ۱۳۴۰[پانویس ۱]
- مرتضی عدل طباطبایی ؟ تا ۱۳۴۲

؟
- مصطفی سمیعی
- علی نوری اسفندیاری از مرداد ۱۳۵۰ تا اردیبهشت ۱۳۵۳
- عزیزالله اسکندری، سفیر از اردیبهشت ۱۳۵۳ تا مرداد ۱۳۵۷
- دکتر جمشید توللی، سفیر از مرداد ۱۳۵۷ تا اسفند ۱۳۵۷
- منصور امامی (مسئول موقت) از اسفند ۱۳۵۷ تا اسفند ۱۳۵۸

## جمهوری اسلامی
- سید عباس سالاری (کاردار موقت از شهریور ۱۳۶۰ تا شهریور ۱۳۶۵ سپس سفیر شد.)
- محمدمهدی پورمحمدی ۱۳۶۶ - ۱۳۷۰
- هادی سلیمان‌پور ۱۳۷۰ - ۱۳۷۴

کاهش روابط به سطح کاردار
- علی رحبی ۱۳۷۴ تا ۱۳۷۷
- عبدالرحیم ساداتی‌فر (کاردار) (۱۳۷۷ - ۱۳۸۱)
- سید محمد طباطبائی حسان ۱۳۸۱ تا ۱۳۸۵
- محسن بهاروند ۱۳۸۵ تا ۱۳۸۹
- علی پاکدامن ۱۳۸۹ تا ۱۳۹۲
- احمدرضا خیرمند۱۳۹۲ تا ۱۳۹۵
- محمدفرهاد کلینی  ۱۳۹۵ تا ۱۳۹۹
- امیرهوشنگ کریمی ۱۳۹۹ تا اکنون